# Omothymus
Genre
Omothymus est un genre d'araignées mygalomorphes de la famille des Theraphosidae.

## Distribution
Les espèces de ce genre se rencontrent en Malaisie péninsulaire, à Sumatra en Indonésie et à Singapour.

## Liste des espèces
Selon World Spider Catalog (version 20.5, 19/08/2019) :
- Omothymus fuchsi (Strand, 1906)
- Omothymus rafni Gabriel & Sherwood, 2019
- Omothymus schioedtei Thorell, 1891
- Omothymus violaceopes (Abraham, 1924)

## Publication originale
- Thorell, 1891 : Spindlar från Nikobarerna och andra delar af södra Asien. Kongliga Svenska Vetenskaps-Akademeins Handlingar, vol. 24, no 2, p. 1-149 (texte intégral).